# Chmielówka Stara (gromada)
Chmielówka Stara – dawna gromada, czyli najmniejsza jednostka podziału terytorialnego Polskiej Rzeczypospolitej Ludowej w latach 1954–1972.
Gromady, z gromadzkimi radami narodowymi (GRN) jako organami władzy najniższego stopnia na wsi, funkcjonowały od reformy reorganizującej administrację wiejską przeprowadzonej jesienią 1954 do momentu ich zniesienia z dniem 1 stycznia 1973, tym samym wypierając organizację gminną w latach 1954–1972.
Gromadę Chmielówka Stara z siedzibą GRN w Chmielówce Starej utworzono – jako jedną z 8759 gromad – w powiecie suwalskim w woj. białostockim, na mocy uchwały nr 23/V WRN w Białymstoku z dnia 4 października 1954. W skład jednostki weszły obszary dotychczasowych gromad Chmielówka Stara, Góra, Korobiec,
Korkliny, Sokołowo, Słupie, Taciewo i Turówka Nowa ze zniesionej gminy Kuków w tymże powiecie. Dla gromady ustalono 11 członków gromadzkiej rady narodowej.
1 stycznia 1969 gromadę Chmielówka Stara zniesiono, włączając jej obszar do gromad Kuków-Folwark (wsie Chmielówka Stara, Korobiec, Korkliny, Sokołowo, Taciewo i Turówka Nowa) i Bakałarzewo (wsie Góra i Słupie).